# Tristoma papillosum
Tristoma papillosum är en plattmaskart. Tristoma papillosum ingår i släktet Tristoma och familjen Capsalidae. Inga underarter finns listade i Catalogue of Life.